# 中华人民共和国国家森林公园列表
中华人民共和国的森林公园，是指森林景观优美，自然景观和人文景物集中，具有一定规模，可供人们游览、休息或进行科学、文化、教育活动的场所。森林公园分为国家级森林公园、省级森林公园和市、县级森林公园等三级，其中国家级森林公园是指森林景观特别优美，人文景物比较集中，观赏、科学、文化价值高，地理位置特殊，具有一定的区域代表性，旅游服务设施齐全，有较高的知名度，可供人们游览、休息或进行科学、文化、教育活动的场所，由国家林业局作出准予设立的行政许可决定。截至2016年3月28日，全国共有827处国家级森林公园（另有7处经国家林业局撤销；尚有“吉林白山市国家森林旅游区”一处另计，一說當年底有881處國家森林公園）。
国家级森林公园命名通则（少数例外）：全称为省级行政区划名加森林公园所在地地名加“国家森林公园”，唯位于辽宁大连、江苏南京、浙江杭州、安徽合肥及湖南长沙之国家级森林公园部分不加缀省名；简称为森林公园所在地地名加“国家级森林公园”，唯位于上海及重庆之国家级森林公园部分须冠直辖市名。

## 国家森林公园列表

### 北京
- 北京西山国家森林公园
- 上方山国家森林公园
- 蟒山国家森林公园
- 云蒙山国家森林公园
- 小龙门国家森林公园
- 鹫峰国家森林公园
- 大兴古桑国家森林公园
- 大杨山国家森林公园
- 八达岭国家森林公园
- 北宫国家森林公园
- 霞云岭国家森林公园
- 黄松峪国家森林公园
- 崎峰山国家森林公园
- 天门山国家森林公园
- 喇叭沟门国家森林公园

### 天津
- 九龙山国家森林公园

### 河北
- 海滨国家森林公园
- 塞罕坝国家森林公园
- 磬棰峰国家森林公园
- 翔云岛国家森林公园
- 石佛国家森林公园 （2015年12月29日撤销）
- 清东陵国家森林公园
- 辽河源国家森林公园
- 山海关国家森林公园
- 五岳寨国家森林公园
- 白草洼国家森林公园
- 天生桥国家森林公园
- 黄羊山国家森林公园
- 茅荆坝国家森林公园
- 响堂山国家森林公园
- 野三坡国家森林公园
- 六里坪国家森林公园
- 白石山国家森林公园
- 易州国家森林公园
- 古北岳国家森林公园
- 武安国家森林公园
- 前南峪国家森林公园
- 驼梁山国家森林公园
- 木兰围场国家森林公园
- 蝎子沟国家森林公园
- 仙台山国家森林公园
- 丰宁国家森林公园
- 黑龙山国家森林公园
- 承德石海国家森林公园 （2010年8月20日撤销准予设立的行政许可决定）
- 大青山国家森林公园

### 山西
- 五台山国家森林公园
- 天龙山国家森林公园
- 关帝山国家森林公园
- 管涔山国家森林公园
- 恒山国家森林公园
- 云岗国家森林公园
- 龙泉国家森林公园
- 禹王洞国家森林公园
- 赵杲观国家森林公园
- 方山国家森林公园
- 交城山国家森林公园
- 太岳山国家森林公园
- 五老峰国家森林公园
- 老顶山国家森林公园
- 乌金山国家森林公园
- 中条山国家森林公园
- 太行峡谷国家森林公园
- 黄崖洞国家森林公园
- 棋子山国家森林公园
- 太行洪谷国家森林公园
- 安泽国家森林公园

### 内蒙古
- 红山国家森林公园
- 哈达门国家森林公园
- 察尔森国家森林公园
- 海拉尔国家森林公园
- 乌拉山国家森林公园
- 乌素图国家森林公园
- 马鞍山国家森林公园
- 二龙什台国家森林公园
- 兴隆国家森林公园
- 黄岗梁国家森林公园
- 贺兰山国家森林公园
- 旺业甸国家森林公园
- 好森沟国家森林公园
- 额济纳胡杨国家森林公园
- 桦木沟国家森林公园
- 五当召国家森林公园
- 红花尔基樟子松国家森林公园
- 喇嘛山国家森林公园
- 滦河源国家森林公园
- 河套国家森林公园
- 宝格达乌拉国家森林公园
- 龙胜国家森林公园
- 敕勒川国家森林公园
- 成吉思汗国家森林公园
- 图博勒国家森林公园
- 神山国家森林公园
- 莫尔道嘎国家森林公园 [註 1]
- 阿尔山国家森林公园 [註 1]
- 达尔滨湖国家森林公园 [註 1]
- 伊克萨玛国家森林公园 [註 1]
- 乌尔旗汉国家森林公园 [註 1]
- 兴安国家森林公园 [註 1]
- 绰源国家森林公园 [註 1]
- 阿里河国家森林公园 [註 1]
- 绰尔大峡谷国家森林公园 [註 1]

### 辽宁
- 旅顺口国家森林公园
- 海棠山国家森林公园
- 大孤山国家森林公园
- 首山国家森林公园
- 凤凰山国家森林公园
- 桓仁国家森林公园
- 本溪国家森林公园
- 陨石山国家森林公园
- 天桥沟国家森林公园 （2009年7月16日准予撤销）
- 盖县国家森林公园
- 元帅林国家森林公园
- 仙人洞国家森林公园
- 大赫山国家森林公园
- 长山群岛国家海岛森林公园
- 普兰店国家森林公园
- 大黑山国家森林公园
- 沈阳国家森林公园
- 猴石国家森林公园
- 本溪环城国家森林公园
- 冰砬山国家森林公园
- 金龙寺国家森林公园
- 千山仙人台国家森林公园
- 清原红河谷国家森林公园
- 天门山国家森林公园
- 三块石国家森林公园
- 章古台沙地国家森林公园
- 银石滩国家森林公园
- 西郊国家森林公园
- 医巫闾山国家森林公园
- 和睦国家森林公园
- 绥中长城国家森林公园
- 瓦房店国家森林公园

### 吉林
- 净月潭国家森林公园
- 五女峰国家森林公园
- 龙湾群国家森林公园
- 白鸡峰国家森林公园
- 帽儿山国家森林公园 [註 2]
- 半拉山国家森林公园
- 三仙夹国家森林公园
- 大安国家森林公园
- 长白国家森林公园
- 临江国家森林公园
- 拉法山国家森林公园
- 图们江国家森林公园 [註 2]
- 朱雀山国家森林公园
- 图们江源国家森林公园 [註 2]
- 延边仙峰国家森林公园 [註 2]
- 官马莲花山国家森林公园
- 肇大鸡山国家森林公园
- 寒葱顶国家森林公园
- 满天星国家森林公园 [註 2]
- 吊水壶国家森林公园
- 通化石湖国家森林公园
- 江源国家森林公园
- 鸡冠山国家森林公园
- 兰家大峡谷国家森林公园 [註 2]
- 长白山北坡国家森林公园 [註 2]
- 红叶岭国家森林公园
- 龙山湖国家森林公园
- 露水河国家森林公园 [註 3]
- 红石国家森林公园 [註 3]
- 泉阳泉国家森林公园 [註 3]
- 白石山国家森林公园 [註 3]
- 松江河国家森林公园 [註 3]
- 三岔子国家森林公园 [註 3]
- 临江瀑布群国家森林公园 [註 3]
- 湾沟国家森林公园 [註 3]

### 黑龙江
- 牡丹峰国家森林公园
- 火山口国家森林公园
- 大亮子河国家森林公园
- 乌龙国家森林公园
- 哈尔滨国家森林公园
- 街津山国家森林公园
- 齐齐哈尔国家森林公园
- 北极村国家森林公园
- 长寿国家森林公园
- 大庆国家森林公园
- 一面坡国家森林公园
- 龙凤国家森林公园
- 金泉国家森林公园
- 乌苏里江国家森林公园
- 驿马山国家森林公园
- 三道关国家森林公园
- 绥芬河国家森林公园
- 五顶山国家森林公园
- 茅兰沟国家森林公园
- 龙江三峡国家森林公园
- 鹤岗国家森林公园
- 勃利国家森林公园
- 丹清河国家森林公园
- 石龙山国家森林公园
- 望龙山国家森林公园
- 胜山要塞国家森林公园
- 五大连池国家森林公园
- 完达山国家森林公园
- 金龙山国家森林公园
- 呼兰国家森林公园
- 伊春兴安国家森林公园
- 长寿山国家森林公园
- 桦川国家森林公园
- 双子山国家森林公园
- 大青观国家森林公园
- 香炉山国家森林公园
- 华夏东极国家森林公园
- 神洞山国家森林公园
- 七星山国家森林公园
- 威虎山国家森林公园 [註 4]
- 五营国家森林公园 [註 4]
- 亚布力国家森林公园 [註 4]
- 桃山国家森林公园 [註 4]
- 日月峡国家森林公园 [註 4]
- 八里湾国家森林公园 [註 4]
- 乌马河国家森林公园 [註 4]
- 凤凰山国家森林公园 [註 4]
- 兴隆国家森林公园 [註 4]
- 雪乡国家森林公园 [註 4]
- 青山国家森林公园 [註 4]
- 大沾河国家森林公园 [註 4]
- 回龙湾国家森林公园 [註 4]
- 金山国家森林公园 [註 4]
- 小兴安岭石林国家森林公园 [註 4]
- 方正龙山国家森林公园 [註 4]
- 溪水国家森林公园 [註 4]
- 镜泊湖国家森林公园 [註 4]
- 六峰山国家森林公园 [註 4]
- 夹皮沟国家森林公园 [註 4]
- 珍宝岛国家森林公园 [註 4]
- 红松林国家森林公园 [註 4]
- 七星峰国家森林公园 [註 4]
- 仙翁山国家森林公园
- 小兴安岭红松林国家森林公园
- 呼中国家森林公园 [註 5]
- 加格达奇国家森林公园 [註 5]

### 上海
- 佘山国家森林公园
- 东平国家森林公园
- 海湾国家森林公园
- 共青国家森林公园

### 江苏
- 虞山国家森林公园
- 上方山国家森林公园
- 徐州环城国家森林公园
- 宜兴国家森林公园
- 惠山国家森林公园
- 东吴国家森林公园
- 云台山国家森林公园
- 盱眙第一山国家森林公园
- 南山国家森林公园
- 宝华山国家森林公园
- 江苏西山国家森林公园
- 铁山寺国家森林公园
- 紫金山国家森林公园
- 大阳山国家森林公园
- 栖霞山国家森林公园
- 游子山国家森林公园
- 老山国家森林公园
- 天目湖国家森林公园
- 无想山国家森林公园
- 黄海海滨国家森林公园
- 三台山国家森林公园

### 浙江
- 千岛湖国家森林公园
- 大奇山国家森林公园
- 兰亭国家森林公园
- 午潮山国家森林公园
- 富春江国家森林公园
- 竹乡国家森林公园
- 天童国家森林公园
- 雁荡山国家森林公园
- 溪口国家森林公园
- 九龙山国家森林公园
- 双龙洞国家森林公园
- 华顶国家森林公园
- 青山湖国家森林公园
- 玉苍山国家森林公园
- 钱江源国家森林公园
- 紫微山国家森林公园
- 铜铃山国家森林公园
- 花岩国家森林公园
- 龙湾潭国家森林公园
- 遂昌国家森林公园
- 五泄国家森林公园
- 双峰国家森林公园
- 石门洞国家森林公园
- 四明山国家森林公园
- 仙霞国家森林公园
- 大溪国家森林公园
- 松阳卯山国家森林公园
- 牛头山国家森林公园
- 三衢国家森林公园
- 径山 (山沟沟) 国家森林公园
- 南山湖国家森林公园
- 大竹海国家森林公园
- 仙居国家森林公园
- 桐庐瑶琳国家森林公园
- 诸暨香榧国家森林公园
- 半山国家森林公园
- 庆元国家森林公园
- 杭州西山国家森林公园
- 梁希国家森林公园
- 括苍山国家森林公园
- 丽水白云国家森林公园

### 安徽
- 黄山国家森林公园
- 琅琊山国家森林公园
- 天柱山国家森林公园
- 九华山国家森林公园
- 皇藏峪国家森林公园
- 徽州国家森林公园
- 大龙山国家森林公园
- 紫蓬山国家森林公园
- 皇甫山国家森林公园
- 天堂寨国家森林公园
- 鸡笼山国家森林公园
- 冶父山国家森林公园
- 太湖山国家森林公园
- 神山国家森林公园
- 妙道山国家森林公园
- 天井山国家森林公园
- 舜耕山国家森林公园
- 浮山国家森林公园
- 石莲洞国家森林公园
- 齐云山国家森林公园
- 韭山国家森林公园
- 横山国家森林公园
- 敬亭山国家森林公园
- 八公山国家森林公园
- 万佛山国家森林公园
- 水西国家森林公园
- 青龙湾国家森林公园
- 上窑国家森林公园
- 马仁山国家森林公园
- 大蜀山国家森林公园
- 滨湖国家森林公园
- 塔川国家森林公园
- 老嘉山国家森林公园
- 马家溪国家森林公园
- 相山国家森林公园

### 福建
- 福州国家森林公园
- 天柱山国家森林公园
- 平坛海岛国家森林公园
- 华安国家森林公园
- 猫儿山国家森林公园
- 三元国家森林公园
- 龙岩国家森林公园
- 旗山国家森林公园
- 灵石山国家森林公园
- 东山国家森林公园
- 德化石牛山国家森林公园
- 将乐天阶山国家森林公园
- 三明仙人谷国家森林公园
- 厦门莲花国家森林公园
- 上杭国家森林公园
- 武夷山国家森林公园
- 乌山国家森林公园
- 漳平天台国家森林公园
- 王寿山国家森林公园
- 九龙谷国家森林公园
- 支提山国家森林公园
- 天星山国家森林公园
- 闽江源国家森林公园
- 九龙竹海国家森林公园
- 长乐国家森林公园
- 匡山国家森林公园
- 龙湖山国家森林公园 （2015年12月29日撤销）
- 南靖土楼国家森林公园
- 武夷天池国家森林公园
- 五虎山国家森林公园
- 杨梅洲峡谷国家森林公园

### 江西
- 三爪仑国家森林公园
- 庐山山南国家森林公园
- 梅岭国家森林公园
- 三百山国家森林公园
- 马祖山国家森林公园
- 鄱阳湖口国家森林公园
- 灵岩洞国家森林公园
- 明月山国家森林公园
- 翠微峰国家森林公园
- 天柱峰国家森林公园
- 泰和国家森林公园
- 鹅湖山国家森林公园
- 龟峰国家森林公园
- 上清国家森林公园
- 梅关国家森林公园
- 永丰国家森林公园
- 阁皂山国家森林公园
- 三叠泉国家森林公园
- 武功山国家森林公园
- 铜钹山国家森林公园
- 阳明山国家森林公园
- 天花井国家森林公园
- 五指峰国家森林公园
- 柘林湖国家森林公园
- 陡水湖国家森林公园
- 万安国家森林公园
- 三湾国家森林公园
- 安源国家森林公园
- 景德镇国家森林公园
- 云碧峰国家森林公园
- 九连山国家森林公园
- 岩泉国家森林公园
- 瑶里国家森林公园
- 峰山国家森林公园
- 清凉山国家森林公园
- 九岭山国家森林公园
- 岑山国家森林公园
- 五府山国家森林公园
- 军峰山国家森林公园
- 碧湖潭国家森林公园
- 怀玉山国家森林公园
- 仰天岗国家森林公园
- 圣水堂国家森林公园
- 鄱阳莲花山国家森林公园
- 彭泽国家森林公园
- 金盆山国家森林公园
- 贵溪国家森林公园
- 会昌山国家森林公园
- 罗霄山大峡谷国家森林公园

### 山东
- 崂山国家森林公园
- 抱犊崮国家森林公园
- 黄河口国家森林公园
- 昆嵛山国家森林公园
- 罗山国家森林公园
- 长岛国家森林公园
- 沂山国家森林公园
- 尼山国家森林公园
- 泰山国家森林公园
- 徂徕山国家森林公园
- 日照海滨国家森林公园
- 鹤伴山国家森林公园
- 孟良崮国家森林公园
- 柳埠国家森林公园
- 刘公岛国家森林公园
- 槎山国家森林公园
- 药乡国家森林公园
- 原山国家森林公园
- 灵山湾国家森林公园
- 双岛国家森林公园
- 蒙山国家森林公园
- 腊山国家森林公园
- 仰天山国家森林公园
- 伟德山国家森林公园
- 珠山国家森林公园
- 牛山国家森林公园
- 鲁山国家森林公园
- 岠嵎山国家森林公园
- 五莲山国家森林公园
- 莱芜华山国家森林公园
- 艾山国家森林公园
- 龙口南山国家森林公园
- 新泰莲花山国家森林公园
- 牙山国家森林公园
- 招虎山国家森林公园
- 寿阳山国家森林公园
- 东阿黄河国家森林公园
- 峨庄古村落国家森林公园
- 峄山国家森林公园
- 滕州墨子国家森林公园
- 密州国家森林公园
- 留山古火山国家森林公园
- 泉林国家森林公园
- 章丘国家森林公园
- 峄城古石榴国家森林公园
- 棋山幽峡国家森林公园
- 夏津黄河故道国家森林公园
- 茌平国家森林公园
- 蟠龙山国家森林公园

### 河南
- 嵩山国家森林公园
- 寺山国家森林公园
- 汝州国家森林公园
- 石漫滩国家森林公园
- 薄山国家森林公园
- 开封国家森林公园
- 亚武山国家森林公园
- 花果山国家森林公园
- 云台山国家森林公园
- 白云山国家森林公园
- 龙峪湾国家森林公园
- 五龙洞国家森林公园
- 南湾国家森林公园
- 甘山国家森林公园
- 淮河源国家森林公园
- 神灵寨国家森林公园
- 铜山湖国家森林公园
- 黄河故道国家森林公园
- 郁山国家森林公园
- 玉皇山国家森林公园
- 金兰山国家森林公园
- 嵖岈山国家森林公园
- 天池山国家森林公园
- 始祖山国家森林公园
- 黄柏山国家森林公园
- 燕子山国家森林公园
- 棠溪源国家森林公园
- 大鸿寨国家森林公园
- 天目山国家森林公园
- 大苏山国家森林公园
- 云梦山国家森林公园

### 湖北
- 九峰国家森林公园
- 鹿门寺国家森林公园
- 玉泉寺国家森林公园
- 大老岭国家森林公园
- 大口国家森林公园
- 神农架国家森林公园
- 龙门河国家森林公园
- 薤山国家森林公园
- 清江国家森林公园
- 大别山国家森林公园
- 柴埠溪国家森林公园
- 潜山国家森林公园
- 八岭山国家森林公园
- 洈水国家森林公园
- 三角山国家森林公园
- 中华山国家森林公园
- 太子山国家森林公园
- 红安天台山国家森林公园
- 坪坝营国家森林公园
- 吴家山国家森林公园
- 千佛洞国家森林公园
- 双峰山国家森林公园
- 大洪山国家森林公园
- 虎爪山国家森林公园
- 五脑山国家森林公园
- 沧浪山国家森林公园
- 安陆古银杏国家森林公园
- 牛头山国家森林公园
- 诗经源国家森林公园
- 九女峰国家森林公园
- 偏头山国家森林公园
- 丹江口国家森林公园
- 崇阳国家森林公园
- 汉江瀑布群国家森林公园
- 西塞国国家森林公园
- 岘山国家森林公园
- 白竹园寺国家森林公园

### 湖南
- 张家界国家森林公园
- 神农谷国家森林公园
- 莽山国家森林公园
- 大围山国家森林公园
- 云山国家森林公园
- 九嶷山国家森林公园
- 阳明山国家森林公园
- 南华山国家森林公园
- 黄山头国家森林公园
- 桃花源国家森林公园
- 天门山国家森林公园
- 天际岭国家森林公园
- 天鹅山国家森林公园
- 舜皇山国家森林公园
- 东台山国家森林公园
- 夹山国家森林公园
- 不二门国家森林公园
- 河洑国家森林公园
- 岣嵝峰国家森林公园
- 大云山国家森林公园
- 花岩溪国家森林公园
- 云阳国家森林公园
- 大熊山国家森林公园
- 中坡国家森林公园
- 幕阜山国家森林公园
- 金洞国家森林公园
- 百里龙山国家森林公园
- 千家峒国家森林公园
- 两江峡谷国家森林公园
- 雪峰山国家森林公园
- 五尖山国家森林公园
- 桃花江国家森林公园
- 湘江源国家森林公园
- 月岩国家森林公园
- 峰峦溪国家森林公园
- 柘溪国家森林公园
- 天堂山国家森林公园
- 宁乡香山国家森林公园
- 九龙江国家森林公园
- 嵩云山国家森林公园
- 天泉山国家森林公园
- 西瑶绿谷国家森林公园
- 青羊湖国家森林公园
- 熊峰山国家森林公园
- 𦰡溪国家森林公园
- 福音山国家森林公园
- 坐龙峡国家森林公园
- 黑麋峰国家森林公园
- 攸州国家森林公园
- 矮寨国家森林公园
- 嘉山国家森林公园
- 永兴丹霞国家森林公园
- 齐云峰国家森林公园
- 四明山国家森林公园
- 北罗霄国家森林公园
- 靖州国家森林公园
- 嘉禾国家森林公园
- 沅陵国家森林公园
- 溆浦国家森林公园
- 汉寿竹海国家森林公园
- 萱洲国家森林公园
- 岐山国家森林公园
- 太白峰国家森林公园

### 广东
- 梧桐山国家森林公园
- 万有国家森林公园 （2010年11月9日准予撤销）
- 小坑国家森林公园
- 南澳海岛国家森林公园
- 南岭国家森林公园
- 新丰江国家森林公园
- 韶关国家森林公园
- 东海岛国家森林公园 （2015年12月29日撤销）
- 流溪河国家森林公园
- 南昆山国家森林公园
- 西樵山国家森林公园
- 石门国家森林公园
- 圭峰山国家森林公园
- 英德国家森林公园
- 广宁竹海国家森林公园
- 北峰山国家森林公园
- 大王山国家森林公园
- 梁化国家森林公园
- 神光山国家森林公园
- 观音山国家森林公园
- 三岭山国家森林公园
- 雁鸣湖国家森林公园
- 天井山国家森林公园
- 大北山国家森林公园
- 镇山国家森林公园
- 南台山国家森林公园
- 康禾温泉国家森林公园
- 阴那山国家森林公园
- 中山国家森林公园

### 广西
- 桂林国家森林公园
- 良凤江国家森林公园
- 三门江国家森林公园
- 龙潭国家森林公园
- 大桂山国家森林公园
- 元宝山国家森林公园
- 八角寨国家森林公园
- 十万大山国家森林公园
- 龙胜温泉国家森林公园
- 姑婆山国家森林公园
- 大瑶山国家森林公园
- 黄猄洞天坑国家森林公园
- 飞龙湖国家森林公园
- 太平狮山国家森林公园
- 大容山国家森林公园
- 九龙瀑布群国家森林公园
- 平天山国家森林公园
- 红茶沟国家森林公园
- 阳朔国家森林公园
- 龙滩大峡谷国家森林公园
- 狮子山国家森林公园
- 龙峡山国家森林公园

### 海南
- 尖峰岭国家森林公园
- 蓝洋温泉国家森林公园
- 吊罗山国家森林公园
- 海口火山国家森林公园
- 七仙岭温泉国家森林公园
- 黎母山国家森林公园
- 海上国家森林公园
- 霸王岭国家森林公园
- 兴隆侨乡国家森林公园

### 重庆
- 双桂山国家森林公园
- 小三峡国家森林公园
- 金佛山国家森林公园
- 黄水国家森林公园
- 仙女山国家森林公园
- 茂云山国家森林公园
- 武陵山国家森林公园
- 青龙湖国家森林公园
- 黔江国家森林公园
- 梁平东山国家森林公园
- 桥口坝国家森林公园
- 铁峰山国家森林公园
- 红池坝国家森林公园
- 雪宝山国家森林公园
- 歌乐山国家森林公园
- 玉龙山国家森林公园
- 茶山竹海国家森林公园
- 黑山国家森林公园
- 九重山国家森林公园
- 大园洞国家森林公园
- 南山国家森林公园
- 观音峡国家森林公园
- 天池山国家森林公园
- 酉阳桃花源国家森林公园
- 巴尔盖国家森林公园
- 毓青山国家森林公园

### 四川
- 都江堰国家森林公园
- 剑门关国家森林公园
- 瓦屋山国家森林公园
- 高山国家森林公园
- 西岭国家森林公园
- 二滩国家森林公园
- 海螺沟国家森林公园
- 七曲山国家森林公园
- 九寨国家森林公园
- 天台山国家森林公园
- 福宝国家森林公园
- 黑竹沟国家森林公园
- 夹金山国家森林公园
- 龙苍沟国家森林公园
- 美女峰国家森林公园
- 白水河国家森林公园
- 华蓥山国家森林公园
- 五峰山国家森林公园
- 千佛山国家森林公园
- 措普国家森林公园
- 米仓山国家森林公园
- 天曌山国家森林公园
- 镇龙山国家森林公园
- 二郎山国家森林公园
- 雅克夏国家森林公园
- 天马山国家森林公园
- 空山国家森林公园
- 云湖国家森林公园
- 铁山国家森林公园
- 荷花海国家森林公园
- 凌云山国家森林公园
- 北川国家森林公园
- 阆中国家森林公园
- 宣汉国家森林公园
- 苍溪国家森林公园
- 沐川国家森林公园
- 鸡冠山国家森林公园
- 鲜水河大峡谷国家森林公园
- 金川国家森林公园
- 沙鲁里山国家森林公园
- 黄荆老林国家森林公园
- 蓬安国家森林公园
- 太蓬山国家森林公园
- 賨人谷国家森林公园

### 贵州
- 百里杜鹃国家森林公园
- 竹海国家森林公园
- 九龙山国家森林公园
- 凤凰山国家森林公园
- 长坡岭国家森林公园
- 尧人山国家森林公园
- 燕子岩国家森林公园
- 玉舍国家森林公园
- 雷公山国家森林公园
- 习水国家森林公园
- 黎平国家森林公园
- 朱家山国家森林公园
- 紫林山国家森林公园
- 㵲阳湖国家森林公园
- 赫章夜郎国家森林公园
- 青云湖国家森林公园
- 大板水国家森林公园
- 毕节国家森林公园
- 仙鹤坪国家森林公园
- 龙架山国家森林公园
- 九道水国家森林公园
- 台江国家森林公园
- 甘溪国家森林公园
- 油杉河大峡谷国家森林公园
- 黄果树瀑布源国家森林公园
- 仰阿莎国家森林公园
- 福泉国家森林公园
- 金沙冷水河国家森林公园

### 云南
- 巍宝山国家森林公园
- 天星国家森林公园
- 清华洞国家森林公园
- 东山国家森林公园
- 来凤山国家森林公园
- 花鱼洞国家森林公园
- 磨盘山国家森林公园
- 龙泉国家森林公园
- 太阳河国家森林公园
- 金殿国家森林公园
- 章凤国家森林公园
- 十八连山国家森林公园
- 鲁布革国家森林公园
- 珠江源国家森林公园
- 五峰山国家森林公园
- 钟灵山国家森林公园
- 棋盘山国家森林公园
- 灵宝山国家森林公园
- 小白龙国家森林公园 （2015年3月9日准予撤销）
- 五老山国家森林公园
- 铜锣坝国家森林公园
- 紫金山国家森林公园
- 飞来寺国家森林公园
- 圭山国家森林公园
- 新生桥国家森林公园
- 西双版纳国家森林公园
- 宝台山国家森林公园
- 双江古茶山国家森林公园
- 澜沧国家森林公园
- 永仁金沙江国家森林公园
- 博吉金国家森林公园
- 墨江国家森林公园
- 观音山国家森林公园

### 西藏
- 巴松湖国家森林公园
- 色季拉国家森林公园
- 冈仁波齐国家森林公园
- 班公湖国家森林公园
- 然乌湖国家森林公园
- 热振国家森林公园
- 姐德秀国家森林公园
- 尼木国家森林公园
- 比日神山国家森林公园

### 陕西
- 太白山国家森林公园
- 延安国家森林公园
- 楼观台国家森林公园
- 终南山国家森林公园
- 嘉陵江源国家森林公园
- 天华山国家森林公园
- 朱雀国家森林公园
- 南宫山国家森林公园
- 王顺山国家森林公园
- 五龙洞国家森林公园
- 骊山国家森林公园
- 汉中天台国家森林公园
- 黎坪国家森林公园
- 金丝大峡谷国家森林公园
- 通天河国家森林公园
- 木王国家森林公园
- 榆林沙漠国家森林公园
- 劳山国家森林公园
- 太平国家森林公园
- 鬼谷岭国家森林公园
- 蟒头山国家森林公园
- 玉华宫国家森林公园
- 千家坪国家森林公园
- 上坝河国家森林公园
- 黑河国家森林公园
- 洪庆山国家森林公园
- 牛背梁国家森林公园
- 天竺山国家森林公园
- 紫柏山国家森林公园
- 少华山国家森林公园
- 石门山国家森林公园
- 黄陵国家森林公园
- 青峰峡国家森林公园
- 黄龙山国家森林公园
- 汉阴凤凰山国家森林公园
- 子午岭国家森林公园
- 武帝山国家森林公园

### 甘肃
- 吐鲁沟国家森林公园
- 石佛沟国家森林公园
- 松鸣岩国家森林公园
- 云崖寺国家森林公园
- 徐家山国家森林公园
- 贵清山国家森林公园
- 麦积国家森林公园
- 鸡峰山国家森林公园
- 渭河源国家森林公园
- 天祝三峡国家森林公园
- 冶力关国家森林公园
- 官鹅沟国家森林公园
- 沙滩国家森林公园
- 腊子口国家森林公园
- 大峪国家森林公园
- 小陇山国家森林公园
- 文县天池国家森林公园
- 莲花山国家森林公园
- 周祖陵国家森林公园
- 寿鹿山国家森林公园
- 大峡沟国家森林公园
- 子午岭国家森林公园

### 青海
- 坎布拉国家森林公园
- 北山国家森林公园
- 大通国家森林公园
- 群加国家森林公园
- 仙米国家森林公园
- 哈里哈图国家森林公园
- 麦秀国家森林公园

### 宁夏
- 六盘山国家森林公园
- 贺兰山国家森林公园
- 花马寺国家森林公园
- 火石寨国家森林公园

### 新疆
- 天山大峡谷国家森林公园
- 天池国家森林公园
- 那拉提国家森林公园
- 巩乃斯国家森林公园
- 贾登峪国家森林公园
- 白哈巴国家森林公园
- 江布拉克国家森林公园
- 唐布拉国家森林公园
- 科桑溶洞国家森林公园
- 金湖杨国家森林公园
- 巩留恰西国家森林公园
- 哈密天山国家森林公园
- 哈日图热格国家森林公园
- 乌苏佛山国家森林公园
- 哈巴河白桦国家森林公园
- 阿尔泰山温泉国家森林公园
- 夏塔古道国家森林公园
- 塔西河国家森林公园
- 巴楚胡杨林国家森林公园
- 乌鲁木齐天山国家森林公园
- 车师古道国家森林公园
- 白石峰国家森林公园
- 鹿角湾国家森林公园
- 果子沟国家森林公园